# Consell Europeu de Consells Nacionals de Joventut
El Consell Europeu de Consells Nacionals de Joventut, conegut també per les sigles angleses CENYC, juntament amb el Buró Europeu de Coordinació de les Organitzacions Juvenils Internacionals no Governamentals eren les dues instàncies del treball juvenil internacional a Europa. Tenia la doble funció de coordinar el treball internacional dels comitès o consells nacionals de joventut i de representar-los en els medis internacionals. El Cenyc, tenia la seu a Brussel·les i funcionà des del 1971 fins a la seva dissolució dins del Fòrum Europeu de la Joventut / European Youth Forum YFJ l'any 1996. Les llengües oficials eren el francès i l'anglès.
El representant català al CENYC fou el Consell Nacional de la Joventut de Catalunya (CNJC). El CNJC s'hi va integrar com a membre de ple dret l'any 1985 (afiliació conjunta Consejo de la Juventud de España CJE i del CNJC) i definitivament com membre de ple dret independent el 1996. Cal dir que el procés d'integració definitiva com membre sobirà del CNJC va durar onze anys, i va estar plagat de dificultats per les desavinences amb el CJE que s'oposava. Des de l'any 1996 any de creació del YJF el CNJC, com membre fundador del Fòrum, i el CJE, són els representants de Catalunya i de l'Estat espanyol respectivament. Alguns dels membres representants del CNJC han estat presidents i membres dels òrgans de direcció i executius com Joan Pluma i Vilanova (President del CENYC 1987-1989), Pau Solanillas (Vicepresident del CNYC els anys 1995-1996, i posteriorment President del YFJ en 1999-2000). Ja en la nova etapa en l'òrgan fusionat el YFJ, Elena Jiménez (Vicepresidenta del YFJ anys 2002-2004) o Dolors Camats (membre del Buró del YFJ els anys 1996-1998.

## Història[3]
El Consell de la Joventut Europea de Comitès Nacionals va ser creat el 1963 pels Consells Nacionals de la Joventut, que en aquest moment eren membres de l'Assemblea Mundial de la Joventut (AMJ). La raó principal per a l'establiment del CENYC com una organització europea independent va ser la necessitat d'una plataforma juvenil independent en les negociacions amb les institucions europees intergovernamentals i no governamentals, com el Consell d'Europa i les Comunitats Europees. Per tant, el CENYC apuntava ja des d'aquell any a la consciència europea i la seva promoció entre la joventut en el procés de construcció europea El CENYC, però, en el transcurs del temps trobà un nou paper com a lligam amb altres regions del món així com amb altres organismes de l'estil de les Nacions Unides i les seves Agències especialitzades.
A finals de 1960 i principis de 1970, el CENYC va ser instrumental en la creació d'institucions juvenils, com el Centre Europeu de la Joventut i la Fundació Europea de la Joventut. El CENYC era un fòrum per a l'intercanvi d'informació, experiències i idees entre els membres. L'organització porta a terme investigacions sobre problemes de la joventut a Europa, especialment pel que fa a la desocupació i els drets dels joves. També s'ocupa dels temes d'interès més general que tenen una influència indirecta sobre el treball amb joves, com ara: la comercialització del temps lliure, el desarmament i la situació a l'Àfrica, el desenvolupament regional, les corporacions transnacionals, les Nacions Unides... El CENYC estarà involucrat en projectes, seminaris, grups d'estudi i viatges d'estudi. Va organitzar diferents activitats dins el projecte titulat "Projecte de Drets de la Joventut", i mantingué contactes a Àfrica, Àsia i Amèrica Llatina, donant suport diferents accions en matèria de drets humans. Essent una de les principals organitzacions de l'anomenat «bloc occidental», jugà, especialment un paper important en el desenvolupament de la cooperació Est/Oest a nivell juvenil, com el Marc per a la cooperació pan-europea de la joventut i dels estudiants...

## Objectius[4]
El CENYC tenia com objecte encoratjar la cooperació entre els joves europeus i promoure la comunicació entre els seus Consells de Joventut membres, tot permetent-los de preparar i dur a terme programes polítics orientats a estimular la cooperació europea. El CENYC representava els seus membres davant les institucions europees, governamentals o no governamentals, i les organitzacions internacionals adequades.
L'organització va promoure la participació democràtica dels joves al si de les organitzacions juvenils i de les seves respectives societats, així com ajudar-los a desenvolupar una consciència europea fonamentada sobre el «respecte i la comprensió mútues mitjançant la creació d'una consciència de les diferents tradicions de la cultura europea comuna», 
El CENYC intentà assolir aquests objectius estudiant i distribuint informacions, així com intercanviant experiències i idees, mitjançant conferències, seminaris, publicacions, viatges d'estudi, programes d'intercanvis, recerca i documentació, cooperació amb altres organitzacions juvenils i institucions europees.

## Afiliació[5]
Podien ser membres del CENYC els consells nacionals de joventut europeus que: 
a/Foren òrgans nacionals de coordinació d'organitzacions juvenils voluntàries i que no depenguessin de cap autoritat exterior; b/acceptessin els objectius de l'organització; c/acceptessin els principis democràtics continguts a la convenció Europea dels Drets Humans; 
d/incloguessin les principals tendències democràtiques a nivell nacional; i e/estiguin oberts a totes les organitzacions juvenils democràtiques.
Podien ser membres associats del CENYC, eIs comitès nacionals de coordinació organitzacions juvenils que no reuneixin 
I requisits anteriors a aquells països en què no existia un comitè nacional de joventut membre del CENYC.
L'estatus d'observador del CENYC està obert a les organitzacions nacionals dels països on no existeix membre o membre associat del CENYC.

## Estructura[6]
1/Assemblea General: era l'òrgan suprem del CENYC i es reuneix cada dos anys. Cada organització membre hi pot enviar fins als participants. També assistien a les assemblees molts observadors i convidats països no membres i d'organitzacions juvenils internacionals.
2/Comitè Executiu: estava format per un membre o un observador de cada país membre i es reunia normalment dues vegades a l'any per a establir la política entre cada reunió d'Assemblea.
L'Assemblea general elegia directament el Buró compost pel President i per quatre vicepresidents. El Buró duia a terme el treball diari de l'organització amb l'ajut del Secretariat, el qual era format pel Secretari General i un encarregat de programació elegits per l'Executiu, i per un secretari.

## Activitats desenvolupades
El CENYC participava a nombroses activitats internacionals, representava i coordinava les activitats dels seus consells nacionals davant el Consell d'Europa, a les Comunitats Europees (UE), les Nacions Unides i les seves agències especialitzades, i mantenia contacte amb altres organitzacions juvenils internacionals i regionals. Estava representat als òrgans estatutaris del Centre Europeu de la Joventut i de la Fundació Europea per a la Joventut i era membre consultiu del Fòrum de Joventut de les Comunitats Europees.
Com un dels iniciadors del Marc per a la cooperació Pan-Europea de la Joventut i dels Estudiants (AEYSEC), el CENYC continuava jugant un paper actiu en la promoció i l'acolliment de les activitats previstes en cada programa anual. Tingué un paper important en els Encontres Informals de Ginebra de les Nacions Unides i serà el canal principal de comunicació entre les organitzacions juvenils nacionals d'Europa Occidental i les Nacions Unides. Es mantenen també contactes amb altres organitzacions juvenils regionals, especialment el Moviment Pan-Africà de la Joventut i el Consell Asiàtic de la Joventut.
Existien lligams bilaterals entre el CENYC i organitzacions juvenils dels EUA, Xina i l'URSS, i amb l'organització internacional dels moviments juvenils comunistes/socialistes, la Federació Mundial de la Joventut Democràtica (WFDY), regionals/internacionals). Es mantenia també una estreta col·laboració amb moltes altres organitzacions juvenils internacionals no governamentals a Europa Occidental, bé directament, bé a través del BEC.

### Seminaris[7]
Cada any el programa intern del CENYC incloïa la celebració d'uns set a deu seminaris i conferències. El seu objectiu és tractar problemes polítics específics i/o formar els dirigents juvenils en el treball juvenil internacional. Una finalitat essencial d'aquests seminaris era permetre als participants de compartir les seves experiències nacionals i convertir-los en «multiplicadors» als seus països respectius. Entre els temes tractats figuraven: l'atur juvenil, el desenvolupament regional, les activitats de lleure, les activitats de solidaritat, la pau i el desarmament, la situació dels joves emigrants i els estudis comparatius del treball juvenil als diferents països membres.
Aquestes activitats tenien lloc a diferents països europeus, en cooperació amb els consells nacionals o el Centre Europeu de la Joventut d'Estrasburg. El CENYC publicava regularment un butlletí, CENYC Information, que era enviat bimensualment a les seves organitzacions membres; i una circular, en anglès i francès, publicada 3-4 vegades a l'any.

## Procés de fusió de les estructures prèvies i el naixement del YFJ
El 20/21 d'abril de 1996, a l'Assemblea General extraordinària conjunta de Blankenberge després d'un procés de debat les entitats membres van decidir fusionar el CENYC i el BEC i en una sola organització: el Fòrum Europeu de la Joventut, i realitzar instrumentalment la seva actuació través del Fòrum de Joventut de les Comunitats Europees (que en aquell moment ja havia canviat de denominació: Fòrum de Joventut de la Unió Europea arran de la formació de la UE) en la interlocució amb la Unió Europea. D'aquesta manera el panorama es va simplificar, esdevenint el YFJ la plataforma europea que representaria a partir d'aquell any els interessos de desenes de milions de joves d'arreu del continent. Es va decidir mantenir viu, simplement a nivell formal i administratiu, el FJCE, bàsicament perquè la Unió Europea estava disposada o dialogar amb (i sobretot finançar) una estructura que representés els interessos de la gent jove de l'àmbit estrictament comunitari europeu. A la pràctica, però, deixà de tenir vida pròpia com a tal i ambdues plataformes (FJCE i YFJ) actuen com si es tractés d'una de sola, amb un únic òrgan de direcció, programa, equip tècnic, seu, etc.